# Lophozia ventricosa
Lophozia ventricosa là một loài rêu tản trong họ Jungermanniaceae. Loài này được (Dicks.) Dumort. miêu tả khoa học lần đầu tiên năm 1835.

## Hình ảnh

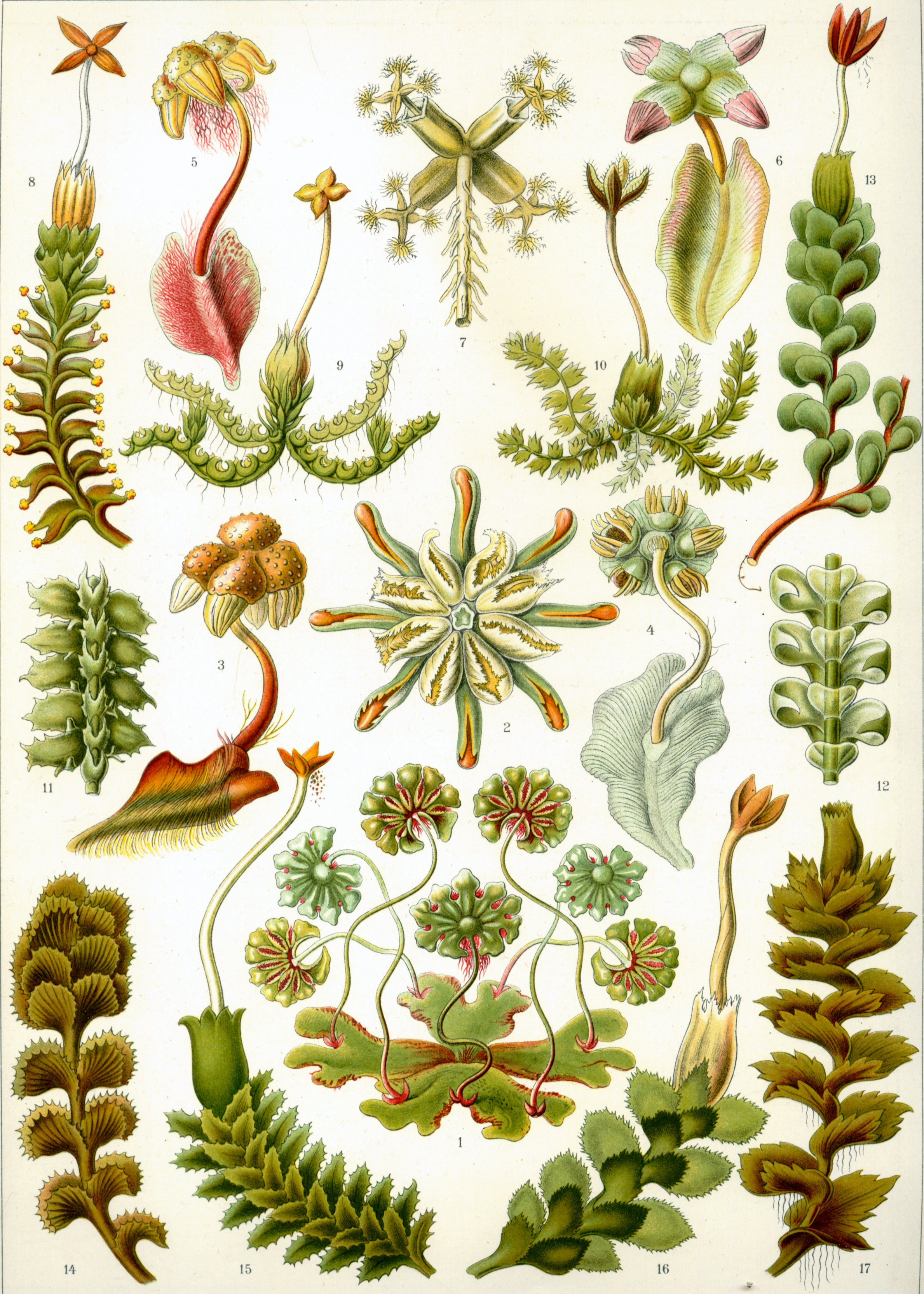